# Дорошівці
Дорошівці́ — село в Україні, у Вікнянській сільській громаді Чернівецького району Чернівецької області.

## Загальна інформація
Село розташовано у каньйоні річки Дністер на її правому березі. Дорошівці розташовані за 9 км від Заставної та 37 км на північ від Чернівців. Мають поромну переправу та пряме автобусне сполучення з обласним центром.
Перша згадка про село в історичних документах датується 1617 роком.
Населення Дорошівців становить 1534 особи.

## Географія
Дорошівці лежать у долині Дністровського каньйону на правому березі річки на висоті 140 м над рівнем моря. Дністер і його долина є унікальною пам'яткою природи, адже у своїй середній течії він перетинає південно–західний схил Подільського плато і утворює надзвичайно мальовничий каньйон із стрімкими схилами та глибиною врізання від 60 до 130 м.
Дністер біля Дорошівців має ширину близько 200 метрів та глибини до 2,5 м, швидкість течії становить від 0,5 до 1 м/сек. Вода у річці, хоча іноді, особливо після злив, буває мутною, за мікробіологічними показниками є однією з найчистіших в Україні. Головна причина цього — велика кількість кремнієвої гальки в річковому алювії. Доведено, що кремній сприяє очищенню і тривалому зберіганню води у придатному для вживання стані. А достатня течія та аерації води не сприяють розмноженню органічних забрудників.
Північний лівий берег Дністра стрімко піднімається над водою на 80 м. Нагорі він оголює скельні породи. Правий берег річки, уздовж якого розкинулося село, є пологим та утворює пляжі з галькою зручні для купання. З півдня село оточує високий вкритий лісом правий схил Дністровського каньйону з найвищою точкою 289 м над рівнем моря (гора Чахор). Біля самого центру села цей схил прорізає невеличкий потічок, уздовж якого мальовничою долиною тягнеться дорога, що з'єднує Дорошівці із Заставною.
На західній околиці села, де русло розділяється на дві протоки, є великий острів — улюблене місце відпочинку селян і приїжджих. Вище за течією від острова височить вкрита лісом Василівська стінка, яка оголошена геологічною пам'яткою природи. Під урвищем в руслі річки водою вимитий глибокий — понад 10 м — вир, де у суворі зими переховується маса риби. І з цієї причини півкілометрова ділянка русла охороняється як іхтіологічний заказник «Василівська вирва».
Нижче за течією на схід від села біля самого берега розкинулася велика галявина, де можна порибалити. Від галявини стрімко піднімається вкритий деревами схил каньйону, нагорі якого знаходиться хутір Дорошівці. Звідти відкривається чудовий краєвид каньйону з річкою і селом. Піднімаючись дорогою до хутора, можна напитися чистої джерельної води з чисельних потічків, а також побачити водоспад.

## Історія
Територія села була заселена ще з давніх часів. Поблизу Дорошівців в урочищах, Толока, Острів виявлено залишки пізньо-палеолітичних стоянок; в центрі села і в урочищі Городище — поселення трипільської культури (III тисячоліття до н. е.), на хуторі Вигнанка — поселення перед-скіфського часу (IX—VIII століття до н. е.). Залишки давньоруських поселень XII—XIII століть розташовані в центрі села, в урочищах Городище і Лука.
Перша документальна згадка про село датується 1617 роком, коли молдавський господар підтвердив своєю грамотою, що воно належить вдові колишнього чернівецького старости Д. Ленци. Тут же зазначається, що грамота видана замість викрадених татарами «воєводських списків» часів господаря Штефана. Отже, напевне, Дорошівці існували вже у XV столітті.
Наприкінці XVIII століття, коли Дорошівці у складі Буковини увійшли до Австро-Угорської імперії (1775 р.), у селі проживали 102 сім'ї; в 1780 році тут було уже 170 сімей. У 1836 році у Дорошівцях нараховувалося вже 212 селянських господарств.
Першу школу в селі відкрили у 1870 році. У 1911 році в Дорошівцях стала діяти філія культурно-освітнього товариства «Руська бесіда». Вона мала свою бібліотеку та читальню з творами Т. Г. Шевченка, І. Я. Франка, Ю. А. Федьковича та інших. Роботою цієї організації керувала місцева українська інтелігенція, зокрема вчителі школи.
За переписом 1900 року було 2293 га угідь (з них 2140 га оподатковуваних: 1836 га ріллі, 77 га лук, 47 га садів, 110 га пасовищ і 70 га лісу), були фільварок і фабрика. Селяни мали 1509 га землі, а до панського двору належало 784 га землі. В селі були 503 будинки, православна парафіяльна церква, чотирикласова народна школа, 2 акушерки, 3 жандарми, позичкова каса, телеграф, поштамт; проживали 2254 особи (15 римокатоликів, 7 грекокатоликів, 2090 православних, 141 юдей і 1 іншого віросповідання; 2108 українців, 3 румуни і 142 «німці», якими записувались євреї), були 187 коней, 530 голів великої рогатої худоби, 314 овець і 293 свині. А на землях фільварку було 28 будинків (Дорошівці — 6 будинків і 47 жителів, Городивщин — 14 будинків і 79 жителів, Одая — 8 будинків), проживали 126 мешканців (30 римокатоликів, 47 грекокатоликів, 16 православних і 33 юдеї; 61 українець, 35 «німців», 29 поляків і 1 іншої національності), були 50 коней, 269 голів великої рогатої худоби, 156 овець і 6 свиней.
Під час Першої світової війни Дорошівці кілька разів переходили із рук в руки, багато будівель було зруйновано, чимало жителів не повернулося з фронтів. Після розпаду Австро-Угорщини у листопаді 1918 р. село разом з Буковиною були окуповані румунською армією. Населення позбавили елементарних політичних прав. Українська школа була закрита, українські книжки та періодичні видання заборонені. На той час у селі проживало близько 2250 осіб. Наприкінці румунської доби перед початком Другої світової війни у Дорошівцях було 563 двори.
28 червня 1940 р. згідно з нацистсько-радянським пактом Північна Буковина разом із Дорошівцями відійшла від Румунії до Радянської України. У роки Другої світової війні під час німецької окупації 1941—1944 рр. до Буковини повернулась румунська влада (Румунія тоді була союзником нацистської Німеччини). 24 березня 1944 р. до села повернулася радянська влада.
У повоєнні роки у Дорошівцях проводилася насильницька колективізація. Селяни чинили опір сталінському терору аж до 1948 року. Протягом цього часу було вбито та замордовано чимало селян-господарів і патріотів.
Після здобуття Україною незалежності у 1991 р. Дорошівці поступово відновлюють свій сільський колорит та повертаються до історичних коренів.

## Населення
Згідно з переписом УРСР 1989 року чисельність наявного населення села становила 1664 особи, з яких 723 чоловіки та 941 жінка.
За переписом населення України 2001 року в селі мешкали 1533 особи. 100 % населення вказало своєю рідною мовою українську мову.

## Відомі люди
- Антонюк Григорій Гнатович-«Артем» — керівник Заставнівського районного проводу ОУН (03.-06.1948).
- Василишин Андрій Дмитрович (1984—2014) — старший сержант Збройних сил України, учасник російсько-української війни.
- Гайдей Тодор Іванович «Білий» — комендант боївки СБ (1944—1945), референт СБ (1945-12.1948) і одночасно керівник (06.-12.1948) Заставнівського районного проводу ОУН.
- Крейторик Андрій Андрійович-«Грізний» — лицар Бронзового хреста бойової заслуги УПА.
- Онищук Денис Іванович (1901—1975) — педагог, письменник, театральний діяч, вояк УГА.
- Панчик Михайло Дмитрович (1895—1937) — радянський партійний діяч, вояк УГА.

## Фотогалерея

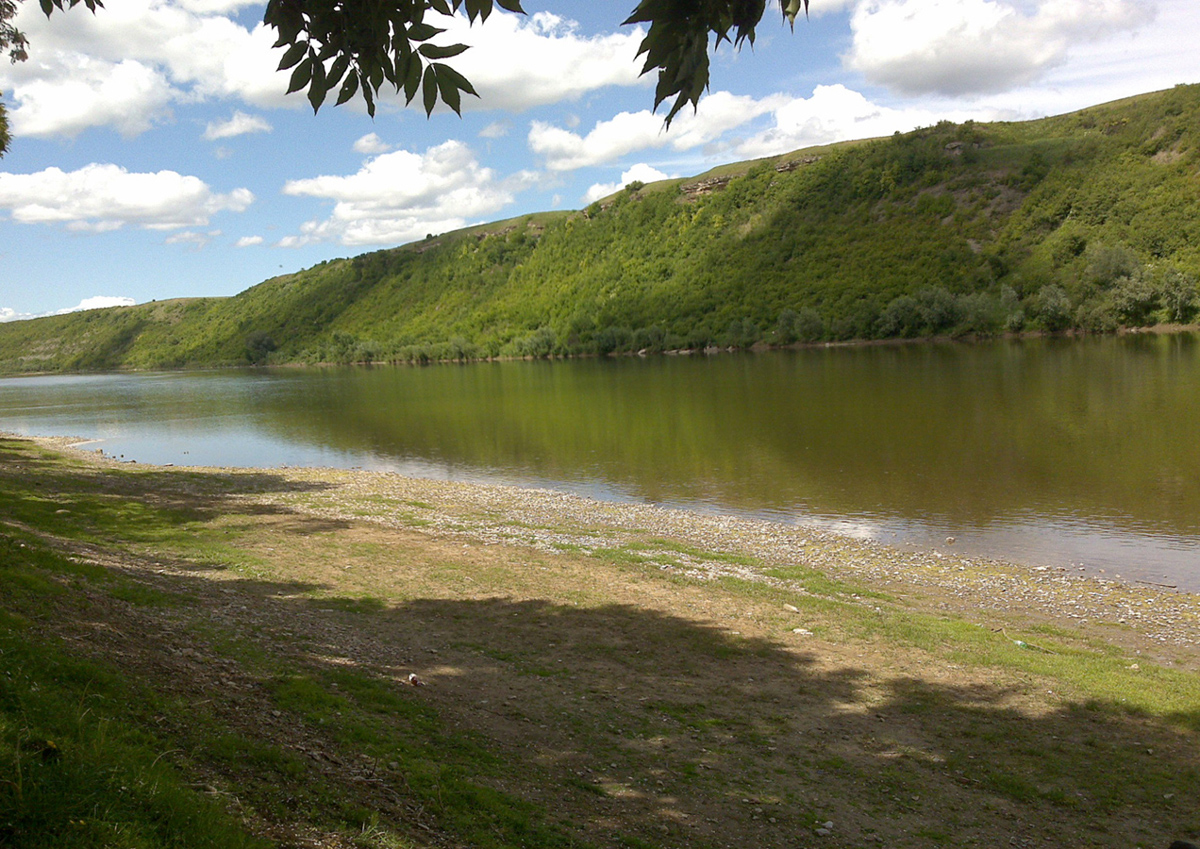
річка Дністер біля Дорошівців
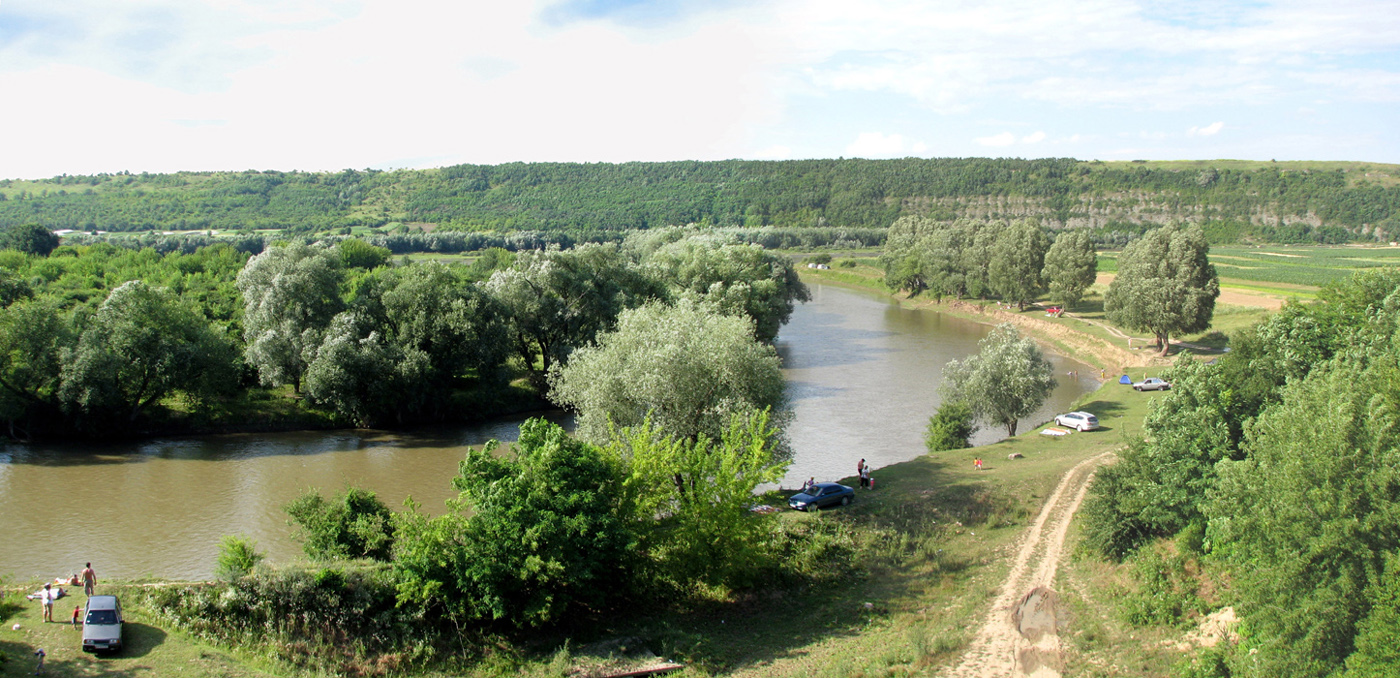
Дорошівецький острів на Дністрі
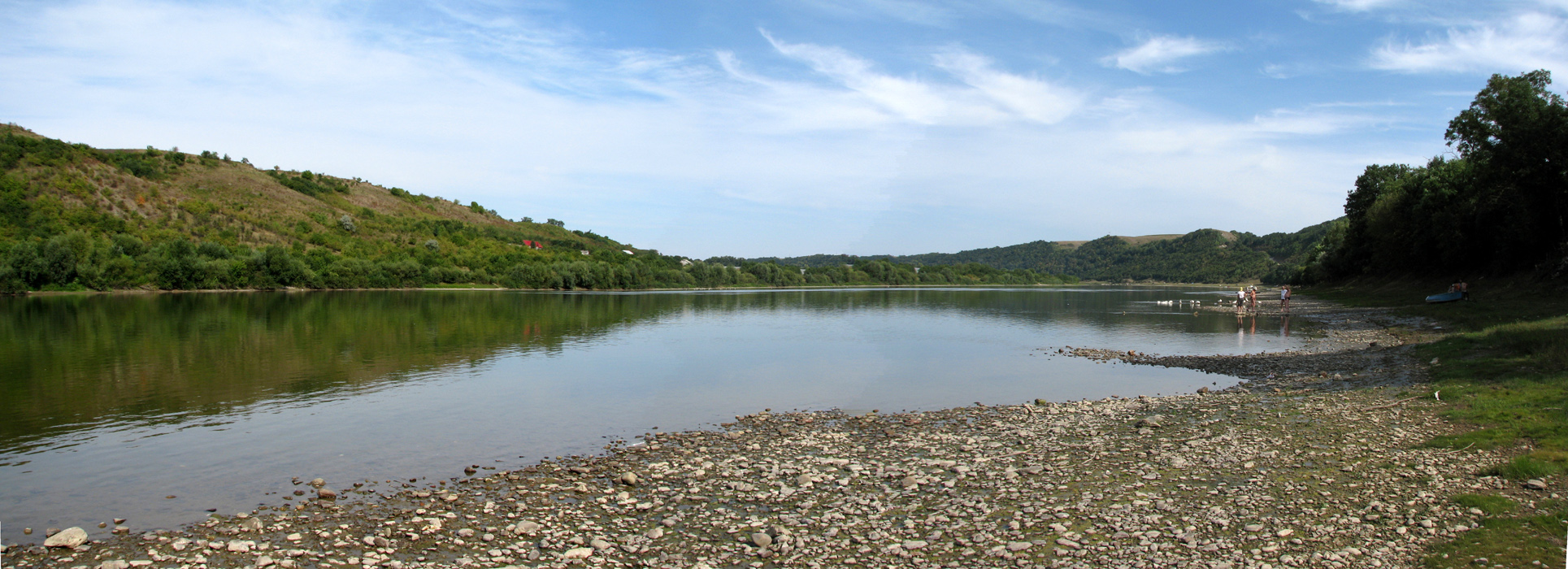
пляж на Дністрі біля Дорошівців

## Вигляд на мапі та з космосу
| Україна | Це незавершена стаття з географії України. Ви можете допомогти проєкту, виправивши або дописавши її. |